# Taiwanoliprus wenroni
Taiwanoliprus wenroni is een keversoort uit de familie bladkevers (Chrysomelidae). De wetenschappelijke naam van de soort werd in 2006 gepubliceerd door Komiya.